# Gears 5
Gears 5 — компьютерная игра в жанре шутера от третьего лица, разработанная канадской компанией The Coalition под издательством Xbox Game Studios для игровых платформ Xbox One и Microsoft Windows. Представляет собой пятую номерную часть серии Gears of War и является прямым сюжетным продолжением Gears of War 4. Игра была официально анонсирована 10 июня 2018 года на выставке Microsoft E3 2018. Выход игры состоялся 10 сентября 2019 года.

## Игровой процесс
Gears 5 является игрой в жанре шутера от третьего лица. В игре присутствует 4 режима: сюжетная кампания, «Орда», «Побег» и «Противостояние». Сюжетная кампания может быть пройдена в одиночку или в кооперативе до 3 человек. Режим «Орда» предполагает кооперативное прохождение в команде, которая состоит из 5 игроков. «Побег» рассчитан на 3 игроков. Режим «Противостояние» является многопользовательским режимом. Боевая система игры представлена различными видами вымышленного дальнобойного и огнестрельного оружия, гранат, а также ближним боем, который помимо атак ближнего боя включает в себя добивания противников. Одновременно игрок может нести 2 вида «обычного» оружия, 1 из представленных в игре пистолетов и 1 вид гранат. Помимо этого, игрок может дополнительно подобрать тяжелое вооружение, которое при переключении на другой вид оружия будет выкинуто. Все виды оружия используют свои типы патронов, которые могут быть найдены на уровнях или получены из оружий устраненных противников. Помимо патронов, игрок может находить сами оружия или заменять уже имеющиеся у персонажа. Как и в прошлых частях, в Gears 5 используется система укрытий — игрок может спрятаться за любой стеной или препятствием и вести оттуда прицельный огонь, либо стрелять «вслепую», менять свое положение в укрытии, а также перебегать из одного укрытия в другое. В игре используется автоматическая регенерация здоровья — для восстановления здоровья игрок не должен получать урон в течение определённого промежутка времени. Индикация здоровья происходит с помощью изображения шестерни в центре экрана, которая становится более видимой при уменьшении количества здоровья у персонажа.
В сюжетной кампании игрок берет себя роль Кейт Диаз или её напарников, Дельмонта Уолкера и летающего робота Джека. Кампания разделена на несколько актов, которые в свою очередь разделены на главы. Уровни в игре имеют как линейную, так и открытую структуру, близкую к открытому миру. Игрок может находить улучшения для Джека в ходе сюжетной кампании или дополнительных заданий. В режиме «Орда» игроки берут на себя роли персонажей сюжетной кампании или гостевых персонажей и сражаются против волн врагов. Игрокам нужно продержаться 50 волн, сложность которых постепенно возрастает. Игроки могут улучшать характеристики персонажа и его оружия. Каждый персонаж имеет свои уникальные активную и пассивную способности. В режиме «Побег» игроки должны пройти уровень быстрее чем ядовитый газ, который постепенно распространяется по уровню, настигнет персонажей. Как и герои «Орды», персонажи данного режима имеют по активной и пассивной способности, а их характеристики могут быть улучшены.

## Сюжет
Gears 5 продолжает сюжетную арку Gears of War 4. Главной героиней выступает Кейт Диаз, один из основных персонажей предыдущей части. Протагонист 4 номерной части, Джей-Ди Феникс, его отец, протагонист первых трёх частей, Маркус Феникс, и его друг Дельмонт Уолкер вновь появляются в данной игре в качестве основных персонажей.
Действие игры начинается на острове Азура. Джей-Ди, Дел, Кейт, Маркус и робот-помощник Дейв ищут ракетные шахты которые помогут в уничтожении их главного врага, Роя. Герои прибыв на остров, решают разделиться, чтобы найти шахты. В ходе поисков герои понимают, остров кишит Роем. Джей-Ди и Дел обнаруживают первую шахту, но там нет ракеты, вместо неё там растут коконы Роя. Когда герои воссоединяются, они обнаруживают ещё две шахты, в одной коконы, в другой ракета. Они находят пункт запуска ракет и активируют запуск, но купол ракетной шахты заклинивает. Джеймс решает открыть его вручную. Маркус и Кейт с Делом пытаются его остановить, но Джеймс быстро убегает с роботом Дейвом. Дел догнал их и герои опять разделяются. Джей-Ди и Дел с роботом добираются до купола, попутно сражаясь с Малютками. После запуска ракеты герои в срочном порядке покидают остров.

## Разработка
Gears 5 разработана канадской студией The Coalition, которая ранее разработала обновленную версию оригинальной Gears of War и Gears of War 4. Как и все прошлые номерные части, игра использует движок Unreal Engine; в Gears 5 используется Unreal Engine 4. В качестве издателя выступило Xbox Game Studios, игровое подразделение компании Microsoft. В игре присутствует возможность кроссплатформенной игры между пользователями версий для Windows и Xbox One.

## Выпуск
Gears 5 была анонсирована вместе с Gears Pop и Gears Tactics 10 июня 2018 года на конференции Microsoft в рамках выставки E3 2018. В отличие от предыдущих частей в названии всех 3 анонсированных игр серии отсутствует часть «of War»: по словам Аарона Гринберга, руководителя маркетингового отдела Xbox, название «Gears 5» выглядит более «чистым»; он отметил, что игроки уже активно используют такое сокращенное название для обозначения игр серии.
Дата выхода игры была объявлена годом позже, на E3 2019. Игра распространяется в 2 изданиях: в обычном и Ultimate. Игра стала доступна для обладателей Ultimate Edition 6 сентября 2019 года и 10 сентября для пользователей, которые купили стандартное издание игры. Gears 5 стала первой игрой в серии, которая вышла на платформе цифровой дистрибуции Steam.
Издание Ultimate содержит 2 гостевых персонажей из Halo, другой серии Xbox Game Studios, которые доступны в многопользовательских режимах. Также в Gears 5 в качестве играбельных персонажей в рамках кроссовера доступны Сара Коннор и эндоскелет Т-800 из франшизы «Терминатор», а также актёр Дэйв Батиста, который неоднократно заявлял о желании сыграть Маркуса Феникса в экранизации серии.

## Отзывы и критика
| Сводный рейтинг       | Сводный рейтинг                 |
| Агрегатор             | Оценка                          |
| --------------------- | ------------------------------- |
| GameRankings          | - (XONE) 83,90 % - (PC) 80,20 % |
| Metacritic            | (XONE) 85/100 (PC) 83/100       |
| Иноязычные издания    |                                 |
| Издание               | Оценка                          |
| Destructoid           | 8/10                            |
| EGM                   | [ 15 ]                          |
| Famitsu               | 37/40                           |
| Game Informer         | 8,5/10                          |
| GameRevolution        | [ 18 ]                          |
| GameSpot              | 7/10                            |
| GamesRadar+           | [ 20 ]                          |
| IGN                   | 8,8/10 9/10                     |
| Русскоязычные издания |                                 |
| Издание               | Оценка                          |
| 3DNews                | 9/10                            |
| «Игромания»           | [ 24 ]                          |
| «Игры Mail.ru»        | 8/10                            |
| «Канобу»              | 8/10                            |
| «Мир фантастики»      | 9/10                            |

Игра была высоко оценена различными игровыми изданиями. Средний балл версии для игровой приставки Xbox One на агрегаторе оценок Metacritic равен 85 баллам, версии для Windows — 83 баллам. Российское издание «Игромания» поставило игре максимальную оценку в 5 из 5 звезд: Владимир Вацурин, автор журнала, отметил разнообразие уровней, постановку сюжетной кампании, подачу сюжета, но при этом отметил неудобное расположение элементов интерфейса и отсутствие переключения положения камеры. Алексей Егоров, рецензент Канобу, поставил игре оценку в 8 баллов из 10, при этом также выделил в качестве достоинства постановку сюжетной кампании, а также похвалил механику стрельбы, но при этом назвал наличие «штампов» и «ненужную драму» в кампании недостатками. Сайт 3D News поставил игре оценку в 9 баллов из 10, похвалив игру за захватывающую сюжетную кампанию, интересных персонажей и механику стрельбы, но при этом назвал открытые локации пустыми. Аналогичную оценку выставил журнал «Мир Фантастики», который назвал игру «разнообразной во всём», её визуальный ряд — потрясающим, а героев — харизматичными.
Портал IGN посвятил Gears 5 три рецензии: в обзоре сюжетной кампании была выставлена оценка 8.8 из 10 баллов, многопользовательские режимы были оценены в 9 баллов из 10 и в рамках финальной рецензии была также выставлена оценка в 9 баллов. Эндрю Рейнер, автор сайта Game Informer, поставил игре 8.5 баллов из 10, отметив, что Gears 5 «в большей степени всё та же Gears, но более масштабная и драматичная».
Gears 5 получила максимальную оценку в 6 баллов из 6 от сайта Can I Play That?, который оценивает доступность игр для людей с ограниченными возможностями. Портал Polygon назвал версию для ПК одной из самых лучших в году, похвалив графику и производительность и также отметил широкий спектр специальных возможностей для людей с ограниченными возможностями. Создатель оригинальной игры, Клифф Блезински, высоко оценил, что одним из главных героев выступает женщина, отметив, что изображение женского персонажа на обложке игры делает его счастливым.